# Gare de Mykolaïv-Dnistrovsky
La gare de Mykolaïv-Dnistrovsky (ukrainien : Миколаїв-Дністровський) est une gare ferroviaire située dans la ville de Mykolaïv (oblast de Lviv) en Ukraine.

## Histoire
La gare est ouverte en 1873 et fait partie de la ligne de chemin de fer Ligne Lviv-Stryï-Tchop, elle est exploitée par la compagnie ferroviaire de Lviv.